# Jardin Lalanne
Pour les articles homonymes, voir Lalanne.
Le jardin Lalanne (ou jardin des enfants) était un lieu de récréation pour enfants situé dans le jardin des Halles, dans le centre de Paris. 

## Historique
Il a été dessiné par la sculptrice Claude Lalanne, épouse de François-Xavier Lalanne, concepteur du premier jardin des Halles. Il a été inauguré en 1986 et détruit en 2011 lors de la rénovation des halles. Un nouveau jardin pour enfant a été créé plus à l'ouest[Lequel ?].